# Téléphone (singolo)
Téléphone è un singolo del rapper francese Booba, pubblicato il 27 luglio 2022. Ha visto la partecipazione del rapper italiano Sfera Ebbasta.

## Tracce
1. Téléphone (feat. Sfera Ebbasta) – 3:32

## Classifiche
| Classifica (2022) | Posizione massima |
| ----------------- | ----------------- |
| Italia            | 50                |
| Francia           | 82                |